# Nick Seeler
Nicholas Daniel „Nick“ Seeler (* 3. Juni 1993 in Eden Prairie, Minnesota) ist ein US-amerikanischer Eishockeyspieler, der seit Juli 2021 bei den Philadelphia Flyers in der National Hockey League unter Vertrag steht und dort auf der Position des Verteidigers.

## Karriere
Nick Seeler spielte in seiner Jugend für die Eden Prairie High School in seiner Heimatstadt in einer regionalen High-School-Liga. Am Ende seiner Zeit dort wurde er im NHL Entry Draft 2011 an 131. Position von den Minnesota Wild ausgewählt. Die Saison 2011/12 verbrachte der Verteidiger zu etwa gleichen Teilen bei den Muskegon Lumberjacks und den Des Moines Buccaneers in der United States Hockey League (USHL), der höchsten Juniorenliga der Vereinigten Staaten. Insgesamt erzielte er dort 28 Scorerpunkte in 58 Spielen und wurde infolgedessen ins All-Rookie Team der USHL gewählt. Anschließend schrieb er sich an der University of Nebraska Omaha ein und nahm mit deren Eishockeyteam fortan am Spielbetrieb der National Collegiate Athletic Association (NCAA) teil. Nach zwei Jahren in Nebraska kehrte er jedoch in seine Heimat zurück, wechselte an die University of Minnesota und wurde aufgrund der Transferregularien der NCAA für die Saison 2014/15 gesperrt. In seinem letzten College-Jahr gewann der US-Amerikaner schließlich die Meisterschaft der Big Ten Conference mit den Gophers der University of Minnesota.
Im März 2016 unterzeichnete Seeler einen Einstiegsvertrag bei den Minnesota Wild und wurde anschließend bei deren Farmteam, den Iowa Wild, in der American Hockey League (AHL) eingesetzt. Schließlich debütierte er im Februar 2018 für Minnesota in der National Hockey League (NHL) und absolvierte für das Team aus seiner Heimat bis zum Saisonende 27 Spiele, davon alle fünf Partien der ersten Playoff-Runde gegen die Winnipeg Jets.
Mit Beginn der Spielzeit 2018/19 etablierte sich der Verteidiger im NHL-Aufgebot der Wild. Diesen Stammplatz verlor er jedoch in der Folgesaison und wurde schließlich, als er im Februar 2020 über den Waiver in die AHL geschickt werden sollte, von den Chicago Blackhawks verpflichtet. Dort beendete er die Spielzeit 2019/20, ehe sein Vertrag im Januar 2021 vorzeitig aufgelöst wurde, sodass er in der Spielzeit 2020/21 nicht zum Einsatz kam. Im Juli 2021 schloss er sich dann als Free Agent den Philadelphia Flyers an.

## Erfolge und Auszeichnungen
- 2012 USHL All-Rookie Team
- 2016 Meisterschaft der Big Ten Conference mit der University of Minnesota

## Karrierestatistik
Stand: Ende der Saison 2024/25
(Legende zur Spielerstatistik: Sp oder GP = absolvierte Spiele; T oder G = erzielte Tore; V oder A = erzielte Assists; Pkt oder Pts = erzielte Scorerpunkte; SM oder PIM = erhaltene Strafminuten; +/− = Plus/Minus-Bilanz; PP = erzielte Überzahltore; SH = erzielte Unterzahltore; GW = erzielte Siegtore; 1 Play-downs/Relegation; Kursiv: Statistik nicht vollständig)